# Soulskinner
Soulskinner è il sesto album della band death metal tedesca Fleshcrawl, pubblicato nel 2002 dalla Metal Blade Records.

## Tracce
1. Soulskinner – 3:48
2. Dying Blood – 6:32
3. Carved in Flesh – 4:27
4. Breeding The Dead – 3:09
5. The Forthcoming End – 5:17
6. Deathvastation – 4:02
7. Legions Of Hatred – 4:04
8. Forced to Kill – 3:56
9. Rotten – 4:43
10. Metal Gods (Judas Priest cover) – 3:33

## Formazione
- Sven Gross - voce
- Mike Hanus - chitarra
- Stefan Hanus -chitarra
- Tobias Schick - basso
- Bastian Herzog - batteria